# مارچین مرژینسکی
مارچین مِرُژینسکی لهستانی: Marcin Mroziński (زاده ۲۶ سپتامبر ۱۹۸۵) خواننده ، مجری تلویزیونی لهستانی است.
او در مسابقه آواز یوروویژن ۲۰۱۰ نماینده لهستان بود.